# Loch Garry (Perth and Kinross)
Loch Garry ist ein aufgestauter Süßwassersee in den schottischen Highlands. Er liegt in den Grampian Mountains in der Unitary Authority Perth and Kinross. Der See hat die typisch langgezogene Form eines in der Eiszeit durch Gletscher entstandenen Sees. Loch Garry ist bis zu 4,5 km lang, aber nur maximal 500 m breit.
Der See wird an seinem südlichen Ende vom Allt Shallainn mit Wasser gespeist. Loch Garry entwässert im Norden in den River Garry, dessen Quelle er ist. Loch Garry ist Teil des Tummel Hydro-Electric Power Scheme. Der Abfluss des Sees ist durch eine kleine Staumauer reguliert. Mit Hilfe der Staumauer ist es möglich, die Wassermenge im River Garry zu steuern und letztlich für eine gleichbleibende Wasserversorgung des am Loch Faskally gelegenen Wasserkraftwerks zu sorgen. Dementsprechend schwankt der Wasserstand des Loch Garry stark.
Die Ufer des Loch Garry sind gänzlich unbewohnt. Auch im näheren Umkreis finden sich keine größeren Ansiedlungen. Der See wird nur an seinem westlichen Ufer von einem unbefestigten Weg erschlossen. Alle anderen Uferabschnitte sind mit dem Auto nicht erreichbar.

## Weblinks

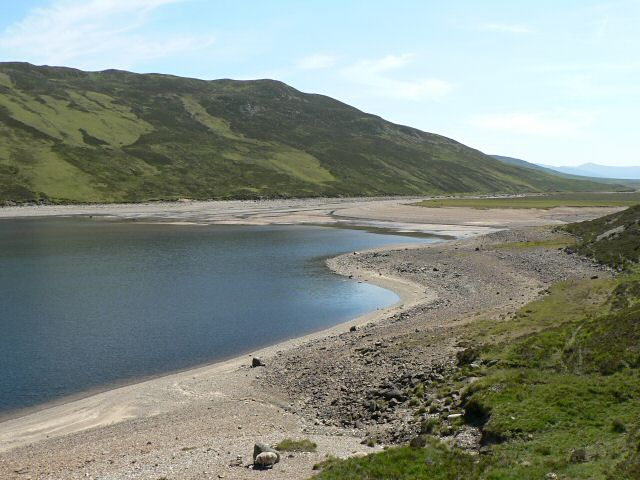
Loch Garry nach Süden gesehen. Sichtbar ist der Zufluss des Allt Shallainn und das Trockenfallen weiter Uferabschnitte durch Wasserentnahmen.